# Fiskalösen (Alingsås socken, Västergötland)
Fiskalösen är en sjö i Alingsås kommun i Västergötland och ingår i Göta älvs huvudavrinningsområde. Sjön är 14,4 meter djup, har en yta på 0,01 kvadratkilometer och är belägen 154 meter över havet.